# ساشيك سلطانيان
ساشيك سلطانيان (الأرمنية: Սաշիկ Սուլթանյանի) هو ناشط أرمني في مجال حقوق الإنسان، وعضو في الأقلية اليزيدية في أرمينيا، أسس سلطانيان المركز اليزيدي لحقوق الإنسان، الذي دافع عن الحفاظ على الثقافة واللغة اليزيدية، فضلاً عن دمج اليزيديين والأقليات العرقية الأخرى في المجتمع الأرمني.

## النشاط الحقوقي
وُلِد سلطانيان في عائلة يزيدية في أرمينيا، حيث يشكل اليزيديون أكبر أقلية عرقية في البلاد. بدأ سلطانيان في الدفاع علنًا عن حقوق اليزيديين في عام 2013، بدأ كناشط شاب ثم كزميل أقلية في مكتب المفوض السامي للأمم المتحدة لحقوق الإنسان. في عام 2018، أسس سلطانيان المنظمة غير الحكومية، مركز اليزيدي لحقوق الإنسان، الذي ركز على تعبئة المجتمع والتعليم والنشاطات المتعلقة بالدمج للأقليات العرقية المقيمة في أرمينيا.

### التحقيق الجنائي والمحاكمة لاحقًا

#### التحقيق
في يونيو 2020، نشر موقع "يزيدي نيوز" الذي يتخذ من العراق مقرًا له مقابلة مع سلطانيان تحدث فيها عن الصعوبات التي يواجهها اليزيديون في أرمينيا. ذكر أن اليزيديين يتعرضون للتمييز من قبل السلطات الأرمنية؛ وأنهم غير قادرين على دراسة لغتهم وثقافتهم بشكل مناسب؛ بالإضافة لكونهم غير ممثلين بشكل كاف في الحكومة المحلية. كما اتهم سلطانيان أوليغارشيين بالاستيلاء على ممتلكات اليزيديين ووصف كيف كان اليزيديون يعيشون في خوف وفقر نتيجة لذلك.
في 3 أكتوبر 2020، أطلقت وكالة الأمن القومي الأرمينية تحقيقًا جنائيًا ضد سلطانيان بعد شكوى قدمها ناريك مالايان، زعيم حركة "فيتو" اليمينية المتطرفة. اتهم مالايان سلطانيان بالانتماء إلى جورج سوروس بعد أن حصل على منحة من مؤسسات المجتمع المفتوح التابعة لسوروس، وقال إن سوتانيان كان يسعى إلى "زرع الصراع العرقي" في محاولة للإطاحة بحكومة أرمينيا.
بينما كان سلطانيان على علم بالتحقيق من قبل وكالة الأمن القومي، إلا أنه لم يتم إبلاغه بأسباب التحقيق حتى 20 مايو 2021، عندما قامت وكالة الأمن القومي بتفتيش منزله، وكذلك مكاتب مركز اليزيدي لحقوق الإنسان في يريفان، وصادرت ثلاثة أجهزة كمبيوتر. أدى هذا إلى توقف مؤقت في عمل المركز بسبب فقدان معداته التقنية. قال سوتانيان إن مقابلته مع "يزيدي نيوز" كانت محادثة خاصة تم نشرها دون موافقته.
في 29 يوليو 2021، قدمت وكالة الأمن القومي تحقيقها إلى مكتب المدعي العام، وأصدرت لائحة اتهام ضد سلطانيان بتهمة التحريض على العداوة الوطنية بين اليزيديين، في انتهاك للمادة 226 من قانون العقوبات الأرميني.

#### المحاكمة
بدأت محاكمة سلطانيان في نوفمبر 2021 في محكمة الولاية العامة في يريفان. وقال المدعون إن اليزيديين لم يتعرضوا للتمييز في أرمينيا، واتهموا سلطانيان بمحاولة "خداع" اليزيديين. استشهدوا بأدلة تشمل تصريحات سابقة لسلطانيان حيث وصف بعض اليزيديين بأنهم يعيشون "بشكل مزدهر"، فضلاً عن عدة شهود يزيديين تناقضوا مع ادعاءات سلطانيان.
كان دفاع سوتانيان يقوده محامون من جمعية المواطنين الهلسنكية في فانادزور، وهي منظمة محلية لحقوق الإنسان؛ وقد نفى سلطانيان التهم الموجهة إليه. وقالوا إن وكالة الأمن القومي بدأت التنصت على سلطانيان في أبريل 2020، أي خمسة أشهر قبل بدء التحقيق الرسمي، وأنه لم يكن هناك أي دليل على ارتكاب سلطانيان لجريمة خلال تلك الفترة. كما انتقدوا تركيز وكالة الأمن القومي على شكوى مالايان "المشبوهة"، مشيرين إلى استهداف مالايان السابق لحقوقيين بتهم مشكوك فيها، فضلاً عن وصف ترجمة مالايان لمقال "يزيدي نيوز" (الذي تم نشره أصلاً باللغة العربية) بأنها غير دقيقة ولم تتم ترجمته بشكل مهني إلى اللغة الأرمنية. وقال سلطانيان إن انتقاداته كانت موجهة ضد السلطات الأرمنية، وليس ضد الشعب الأرمني.

#### الاستجابة
اتهمت منظمة هيومن رايتس ووتش الحقوقية السلطات الأرمنية بمحاولة التدخل في نشاط سلطانيان في مجال حقوق الإنسان، من خلال مساواة حرية تعبيره مع التحريض على الجريمة، ودعت إلى إسقاط التهم الموجهة ضد سلطانيان. أصدر كل من مجلس أوروبا والأمم المتحدة بيانات علنية دعوا فيها إلى التراجع عن التهم.